# Kosjerić
Kosjerić (em cirílico: Косјерић) é uma vila da Sérvia localizada no município de Kosjerić, pertencente ao distrito de Zlatibor. A sua população era de 3970 habitantes segundo o censo de 2011.

## Demografia
| 1948 | 1953 | 1961 | 1971 | 1981 | 1991 | 2002 | 2011 |
| ---- | ---- | ---- | ---- | ---- | ---- | ---- | ---- |
| 558  | 698  | 630  | 1860 | 2988 | 3794 | 4116 | 3970 |